# Hernán Carrasco Vivanco
Hernán Carrasco Vivanco (Arauco, 1923. március 29. – 2023. szeptember 10.) chilei labdarúgóedző.
Edzői pályafutása jelentős részét Salvadorban töltötte. Az Alianza FC csapatával 1966-ban, 1967-ben és 1989-ben bajnoki címet szerzett, 1967-ben pedig megnyerte a CONCACAF-bajnokok kupáját. Az Atlético Martéval 1969-ben és 1970-ben, míg a CD Aguilával 1968-ban és 1987-ben lett bajnok.
1969 és 1970 között a salvadori válogatott szövetségi kapitánya volt és történetük során először kivezette a nemzeti csapatot az 1970-es világbajnokságra.

## Sikerei, díjai
Colo-Colo
- Chilei bajnok (1): 1960

Alianza FC
- Salvadori bajnok (3): 1965–66, 1966–67, 1989–90
- CONCACAF-bajnokok kupája (1): 1967

Atlético Marte
- Salvadori bajnok (2): 1968–69, 1970

CD Águila
- Salvadori bajnok (2): 1967–68, 1987–68

Luis Ángel Firpo
- Salvadori bajnok (1): 1991–92